# Aoi tori
Aoi tori (蒼い鳥?) è il dodicesimo singolo della rock band visual kei giapponese Plastic Tree. È stato pubblicato il 19 giugno 2002 dall'etichetta indie ATMARK CORPORATION.
Si tratta di un lavoro pubblicato dal gruppo nel periodo di transizione fra la Warner Music e la Universal Music e fra i batteristi TAKASHI, che ha lasciato il gruppo alla fine del 2001, e Hiroshi Sasabuchi, che si unirà ai Plastic Tree nel luglio del 2002.

## Tracce
Dopo il titolo è indicata fra parentesi "()" la grafia originale del titolo.
1. Aoi tori (蒼い鳥?) - 4:57 (Ryūtarō Arimura)
2. Gerbera (ガーベラ?) - 4:12 (Ryūtarō Arimura - Tadashi Hasegawa)

## Altre presenze
- Aoi tori:
  - 21/09/2002 - Träumerei
  - 26/10/2005 - Best Album

- Gerbera:
  - 21/09/2002 - Träumerei
  - 26/10/2005 - Best Album

## Formazione
- Ryūtarō Arimura - voce e seconda chitarra
- Akira Nakayama - chitarra e cori
- Tadashi Hasegawa - basso e cori